# Obchodní zastoupení
Smlouvou o obchodním zastoupení se obchodní zástupce jako nezávislý podnikatel zavazuje dlouhodobě vyvíjet pro zastoupeného činnost směřující k uzavírání určitého druhu obchodů zastoupeným nebo k ujednání obchodů jménem zastoupeného a na jeho účet a zastoupený se zavazuje platit obchodnímu zástupci provizi. Smlouva o obchodním zastoupení vyžaduje písemnou formu.
Dnešní znění základního ustanovení určuje, že smlouvou o obchodním zastoupení se obchodní zástupce jako nezávislý podnikatel zavazuje:
- dlouhodobě (nejedná se tedy o činnost jednorázovou) pro zastoupeného vyvíjet činnost směřující k uzavírání určitého druhu obchodů
- nebo k ujednání obchodů jménem zastoupeného na jeho účet,
- zastoupený se zavazuje platit obchodnímu zástupci provizi.[2]

Rozlišujeme obchodní zastoupení výhradní a nevýhradní. Není-li napsáno ve smlouvě něco jiného, může zastoupený pověřovat i další osoby k obchodnímu zastoupení, a obchodní zástupce může vykonávat činnost, ke které se zavázal vůči zastoupenému, i pro jiné osoby nebo uzavírat obchody, jež jsou předmětem obchodního zastoupení, na vlastní účet nebo na účet jiné osoby.
Výhradní zastoupení musí ve smlouvě výslovně sjednáno.

## Obchodní zastoupení v českém právu

### Výhradní zastoupení
Je povinností zastoupeného nepoužívat v určité oblasti a pro určitý okruh obchodů jiného obchodního zástupce. Obchodní zástupce nesmí vykonávat tu samou činnost pro jiné osoby či na vlastní účet. Zastoupený má právo uzavírat obchody bez obchodního zastoupení, avšak zástupci vzniká právo na provizi, jako kdyby obchod uzavřel on.

### Nevýhradní zastoupení
Pokud není uvedeno ve smlouvě něco jiného, může zastoupený pověřovat i jiné osoby ke stejnému zastupování. I obchodní zástupce může zastupovat více osob. U nevýhradního zastoupení může uzavírat obchodní zástupce obchody na vlastní účet nebo účet jiné osoby.
Mohou však být sjednána i jiná řešení odchylná od zákonné úpravy výhradního a nevýhradního obchodního zastoupení.

### Povinnosti obchodního zástupce
Tyto povinnosti nalezneme v § 2489-2494 z. č. 89/ 2012 Sb. Obchodní zástupce musí jednat v zájmu zastoupeného a v souladu s pověřením. Zástupce je povinen veškeré zjištěné informace týkající se obchodu předat zastoupenému. Sděluje stav a vývoj trhu.
Pokud je ujednáno obchodní zastoupení jménem zastoupeného může obchodní zástupce uzavírat obchody jen za podmínek určených zastoupeným.
Dozví-li se obchodní zástupce Informace, které jsou v rozporu se zájmem nesmí informace zatajovat ani sdělovat další osobám. Ani pokud se jedná o informace sdělené zastoupeným. Povinnost mlčenlivosti musí dodržet i po skončení obchodního zastoupení.
„Toto ustanovení souvisí s obecnými ustanoveními o obchodním tajemství. Proti porušení nebo ohrožení práva na obchodní tajemství přísluší podnikateli právní ochrana jako při nekalé soutěži. Porušení obchodního tajemství je specifickou skutkovou podstatou nekalé soutěže.“

### Povinnosti zastoupeného
Musí sdělit obchodnímu zástupce veškeré informace a dokumentaci, která náleží k předmětu obchodů. Veškeré doklady, či jiný materiál který zapůjčí na dobu obchodního zastoupení musí být po skončení vrácen. Výjimkou je materiál, který byl spotřebován. Zastoupený má také povinnost informovat obchodního zástupce o veškerých změnách. Mohou však být sjednána i jiná řešení odchylná od zákonné úpravy výhradního a nevýhradního obchodního zastoupení.
„V souvislosti s rozvojem a podporou soutěžního prostředí obecně je stále více kladen důraz na to, aby nebyly sjednány dohody, které hospodářskou soutěž omezí, bude proto v konkrétních případech zkoumat, zda a jakým způsobem smlouva o obchodním zastoupení taková ustanovení obsahuje a zda jsou platná.“

Dále se také užívají tzv. Reportingy, což znamená, že zástupce i zastupovaný v ujednanou dobu zpracují přehledy o proběhlém obchodním období.

### Provize
Obchodnímu zástupci náleží provize za každý uzavřený obchod i při využití třetí osoby nebo pokud zastupovaný uzavře obchod bez obchodního zástupce. Výše se též odvíjí podle počtu a hodnoty uzavřených obchodů. Nárok na provizi náleží i po skončení obchodního zastoupení pokud byl obchod dokončen. Do provize budou započítané náklady spojené se zastoupením. Může však být sjednáno, že tyto náklady budou hrazeny samostatně.
Výše provize, pokud nebyla ujednána, se odvíjí od místa a zvyklostí vzhledem k druhu zboží nebo služeb, na které je sjednáno obchodní zastoupení. Pokud nejsou tyto zvyklosti náleží zástupci provize výše, ve které se odráží podstatné okolnosti a jednání ohledně obchodu.
Právo na provizi podle § 2501 odst. 1 a 2, obchodnímu zástupci nevzniká, má-li právo na provizi podle §2501 odst. 3 předchozí obchodní zástupce, ledaže je vzhledem okolnostem spravedlivé provizi rozdělit mezi oba obchodní zástupce.
Pokud nebyl závazek splněn ze strany zastupujícího nebo třetí osoby, nárok na provizi zaniká.
Provize je splatná nejpozději poslední den měsíce následujícího po skončení čtvrtletí, ve kterém na ní vzniklo právo.

### Ukončení obchodního zastoupení
Obchodní zastoupení se uzavírá na dobu určitou nebo neurčitou. Lze ukončit smlouvu na dobu určitou i dříve, ale vždy se podle délky trvání zastupování odvíjí výpovědní lhůta. Podle počtu roků se určují měsíce výpovědní lhůty. U sjednaného výhradního zastoupení má právo obchodní zastoupení vypovědět obě strany, pokud za posledních 12 měsíců nebyl naplněn plán obchodního zastoupení. Dále pokud používá zastoupený jiného zástupce, může sjednaný zástupce vypovědět obchodní zastoupení bez výpovědní doby. A to platí i obráceně.
Délka doby obchodního zastoupení ovlivňuje i zvláštní odměnu pro obchodního zástupce nebo odškodnění pro případ ukončení smluvního vztahu.
Výpovědní doba končí posledním dnem kalendářního měsíce.

### Zvláštní odměna
„Zanikne-li obchodní zastoupení, má obchodní zástupce právo na zvláštní odměnu, pokud
a) zastoupenému získal nové zákazníky nebo významně rozvinul obchod s dosavadními zákazníky a zastoupený má dosud z těchto obchodů podstatné výhody a
b) placení zvláštní odměny je s ohledem na všechny okolnosti případu spravedlivé, jsou-li vzaty v úvahu všechny okolnosti, zejména provize, kterou obchodní zástupce ztrácí a která vyplývá z obchodů uskutečněných s těmito zákazníky; tyto okolnosti zahrnují i případné ujednání nebo neujednání konkurenční doložky.“
Jsou-li všechny podmínky splněny, právo na zvláštní odměnu nezanikne ani pokud zaniklo obchodní zastoupení smrtí obchodního zástupce.
„Výše zvláštní odměny nesmí překročit roční odměnu vypočtenou z ročního průměru odměn získaných obchodním zástupcem během posledních pěti let. Trvalo-li obchodní zastoupení méně než pět let, vypočte se výše zvláštní odměny z průměru odměn za celou dobu jeho trvání; pokud trvalo méně než rok, nesmí překročit úhrn provizí za celou dobu jeho trvání.“
Právo na zvláštní odměnu zaniká, není-li uplatněno do jednoho roku od ukončení obchodního zastoupení. Je však určeno, ve kterých případech právo na zvláštní odměnu nevznikne. To nalezneme v § 2516 z. č. 89/2012.

### Konkurenční doložka
Konkurenční doložka nesmí být při splnění podmínek nepřiměřená, nesmí omezit obchodního zástupce více než odpovídá poctivému obchodnímu styku. Strany si mohou ve smlouvě dohodnout konkurenční doložku.
Může být omezena soudně, pokud omezuje obchodního zástupce víc než vyžaduje potřebná míra.
Smlouvy, které byly uzavřené do 31. 12. 2013 se řídí dle obchodního zákoníku ještě dnes, kdy je již platný občanský zákoník, podle kterého se řídí smlouvy uzavřené od 1. 1. 2014.
Občanský zákoník umožňuje oběma stranám ujednávat práva a povinnosti odchylně od zákona, není-li to výslovně v zákoně zakázané.
Je výslovně zakázané porušovat dobré mravy, veřejný pořádek nebo právo týkající se postavení osob. Taková ujednání odpovídají-li základnímu ustanovení mají přednost zákonným řešením.
V ustanovení § 2519 jsou uvedena zakázaná ujednání. Najdeme tam pět ustanovení a osm ustanovení, které stojí na straně obchodního zástupce.